# Aziz Alíyev
Aziz Mammad Karim oglu Alíyev (en azerí: Əziz Məmməd Kərim oğlu Əliyev; Hamamli, 20 de diciembre de 1896 - Bakú, 27 de julio de 1962) fue un político y científico soviético, y miembro del Sóviet Supremo de la Unión Soviética.
Se desempeñó como presidente del Sóviet Supremo de la RSS de Azerbaiyán y como Primer Secretario del Comité Regional de Daguestán del PCUS. Es el abuelo materno del actual presidente de Azerbaiyán, Ilham Alíyev.

## Biografía

### Primeros años
Aziz Alíyev nació en la ciudad de Hamamli (actualmente llamada Spitak, en Armenia). Su padre fue un comerciante del pueblo, mientras que su madre era de una familia rica. Cuando él era un bebé, se mudó con su familia a la ciudad de Ereván. En esta ciudad comenzó a asistir a una escuela primaria ruso-musulmana y más tarde al Liceo de Ereván. Después de graduarse de la escuela con honores, Aziz fue patrocinado por el filántropo Zeynalabdin Taghiyev para ingresar a la Academia Médico-Militar S. M. Kírov en la ciudad de San Petersburgo en 1917.

### Actividad laboral
En 1917, Alíyev se graduó del Liceo de Ereván con medalla de oro, y ese mismo año ingresó a la Academia Médica-Militar de Petrogrado. Sin embargo, debido a la Revolución de Octubre, Aziz Alíyev tuvo que regresar a Ereván en 1918, aunque ese mismo año se mudó a Najicheván, donde trabajó como médico, dedicándose a la docencia e investigación. En 1923 llegó a Bakú para trabajar en el departamento administrativo del Consejo de Ministros de Azerbaiyán y terminar sus estudios universitarios de medicina. En 1927, ingresó al Partido Comunista. En 1928 Aziz Alíyev trabajó como jefe del departamento médico del Comisariado de Pueblo para la Salud de la RSS de  Azerbaiyán.
En 1929 fue ascendido a Viceministro de Salud y director del Instituto Clínico Estatal de Azerbaiyán. En 1934 se convirtió en jefe del Departamento de Atención Médica de Bakú. En 1935 fue nombrado director de la Universidad de Medicina de Azerbaiyán. Durante estos años publicó numerosos artículos y libros. Él también fue editor de la Revista Médica de Azerbaiyán. De enero a mayo de 1937 él fue rector de la Universidad Estatal de Bakú. Ese mismo año, obtuvo un doctorado en medicina. 

### Carrera política
En 1938 Aziz Alíyev fue elegido secretario del Sóviet Supremo de la República Socialista Soviética de Azerbaiyán. Entre 1939 y 1941 se desempeñó como Comisario del Pueblo de Salud de la RSS de Azerbaiyán. El 7 de abril de 1941, fue nombrado presidente del Sóviet Supremo de la RSS de Azerbaiyán. En septiembre de ese mismo año, por órdenes del Comité Estatal de Defensa, fue designado como miembro del Consejo Militar del 47° Ejército, estacionado en Tabriz. De 1941 a 1942, fue también tercer secretario del Partido Comunista de la RSS de Azerbaiyán.
El 27 de septiembre de 1942, Alíyev fue nombrado Primer Secretario del Comité Regional de Daguestán del PCU(b).En 1948, fue transferido a Moscú, primero en el Ministerio de Salud, y posteriormente en el Consejo de Ministros de la URSS. Entre 1948 y 1949, asistió a cursos de reciclaje en el Comité Central del Partido Comunista de los Bolcheviques de toda la Unión, y entre ese año y 1950, fue inspector del Comité Central del Partido Comunista Bolchevique de toda la Unión.
En 1950 fue nombrado vicepresidente del Consejo de Ministros de la República Socialista Soviética de Azerbaiyán, pero un año después, "por ocultar el origen social de sus padres", fue destituido de este cargo y nombrado director del Instituto de Ortopedia y Cirugía Reconstructiva. Poco después fue retirado de este cargo y enviado como médico ordinario a un hospital en el pueblo de Sabunchi, donde trabajó durante casi tres años. En marzo de 1954, Alíyev fue reinstaurado de su cargo como director del Instituto de Ortopedia y Cirugía Reconstructiva.
En los años siguientes, volvió a trabajar en el servicio público, y fue electo diputado del Sóviet Supremo de la Unión Soviética. Alíyev falleció el 27 de julio de 1962 y fue enterrado en el Callejón de Honor de Bakú.

### Vida personal
Alíyev se casó con Leyla Abbasova, con quien tuvo dos hijos y tres hijas; Jamil (también médico), Tamerlán, Dilber, Gulará y Zarifa, esposa del futuro Primer Secretario de la RSS de Azerbaiyán (y primer presidente del Azerbaiyán independiente), Heydar Alíyev, así como madre del actual presidente azerí, Ilham Alíyev.

## Premios y títulos
- Orden de la Bandera Roja del Trabajo (1943)
- Orden de Lenin (dos veces)
- Orden de la Guerra Patria (1.º grado)